# ژیل بینیا
ژیل بینیا (انگلیسی: Gilles Binya؛ زادهٔ ۲۹ اوت ۱۹۸۴) بازیکن فوتبال اهل کامرون بود.
از باشگاه‌هایی که در آن بازی کرده است می‌توان به باشگاه ورزشی بنفیکا، باشگاه فوتبال نوشاتل زاماکس، باشگاه فوتبال الازیغ‌اسپور، باشگاه فوتبال مولودیه وهران، و باشگاه فوتبال غازی عینتاب‌اسپور اشاره کرد.
وی همچنین در تیم ملی فوتبال کامرون بازی کرده است.